# Jacques Tardi
Pour les articles homonymes, voir Tardi.
Jacques Tardi, né le 30 août 1946 à Valence (Drôme), est un auteur de bande dessinée et illustrateur libertaire français.
Son œuvre, traduite en plusieurs langues, lui a valu une certaine notoriété et une reconnaissance critique au-delà même du monde de la bande dessinée. Lauréat du grand prix de la ville d'Angoulême en 1985 et du prix Saint-Michel, en 1977 et 1979, il a reçu de nombreuses autres récompenses, dont trois autres prix du festival d'Angoulême, deux prix Max et Moritz (Allemagne) et deux prix Eisner (États-Unis).
Il est notamment connu pour Les Aventures extraordinaires d'Adèle Blanc-Sec, série inspirée par le roman-feuilleton de la Belle Époque, son travail sur la Première Guerre mondiale (C'était la guerre des tranchées), et ses adaptations des romans de Nestor Burma.

## Biographie

### Enfance et études
Né le 30 août 1946 à Valence, Jacques Tardi passe son enfance dans l'Allemagne d'après guerre avec son père, militaire de carrière.
Il fait ses études à l'École des beaux-arts de Lyon, puis à l'École des arts décoratifs de Paris.
Il dessine sa première bande dessinée en 1958-1959, après la découverte des albums d'Edgar P. Jacobs : La Marque verte, en référence au sixième album de Blake et Mortimer, La Marque Jaune.

### Carrière
À partir de 1970, Tardi collabore à Pilote pour de courts récits écrits par Jean Giraud et Serge de Beketch. Pour ce même magazine, il dessine en 1972 Rumeurs sur le Rouergue sur un scénario de Pierre Christin (édité en album broché par Futuropolis en 1976) ainsi que Adieu Brindavoine. En 1973, il dessine des westerns de Claude Verrien puis, en 1974, Le Démon des glaces et La Véritable Histoire du soldat inconnu. Il collabore ensuite pour plusieurs périodiques : Libération, Charlie Mensuel, L'Écho des savanes, Ah ! Nana, Métal Hurlant...
En 1976, Tardi s'associe à Picaret pour Polonius et, à la demande de son éditeur Casterman, il commence une série qu'il poursuit jusqu'en 2022 : Les Aventures extraordinaires d'Adèle Blanc-Sec. En 1979, il publie le livre Ici Même scénarisé par Jean-Claude Forest, prépublié l’année précédente dans À suivre. En 1982, il commence une autre grande série, celle des adaptations de Nestor Burma de Léo Malet avec Brouillard au pont de Tolbiac.
À cette époque, il produit également des dessins de presse, notamment au sein de la presse militante des années 1980. Il est l'auteur de A la tête du client, réalisé pour le supplément n°1 de l'agence de presse IM'média d'automne 1984. 
À la fin des années 1980, il illustre chez Futuropolis, en collaboration avec les éditions Gallimard, trois des principaux romans de Louis-Ferdinand Céline, dont Voyage au bout de la nuit .
À la fin des années 1990, il crée le feuilleton radiophonique Le Perroquet des Batignolles avec Michel Boujut, diffusé en 1997 sur France Inter.
En novembre 2010, il publie chez Futuropolis une adaptation du roman de Jean-Patrick Manchette, La Position du tireur couché.
En 2012, il publie Moi, René Tardi, prisonnier de guerre au Stalag II-B, à partir des souvenirs de la captivité de son père durant la Seconde Guerre mondiale.
Nommé chevalier de la Légion d'honneur en 2013, il refuse cette distinction en indiquant ne vouloir « rien recevoir, ni du pouvoir actuel, ni d'aucun autre pouvoir politique quel qu'il soit ».
Jacques Tardi est décrit en 2018 comme « un artiste profondément engagé au service de la mémoire et de l'histoire contemporaine ». Selon Patrick Gaumer, il fait partie des « artistes les plus importants et les plus originaux de la bande dessinée internationale ».

### Engagement militant
Le 30 novembre 2015, il est parmi les signataires de l'Appel des 58 : « Nous manifesterons pendant l'état d'urgence »,.
En mai 2018, Jacques Tardi est signataire d’une pétition en collaboration avec des personnalités issues du monde de la culture pour boycotter la saison culturelle croisée "France-Israël", qui selon l'objet de la pétition sert de « vitrine » à l'État d'Israël au détriment du peuple palestinien. En septembre 2018, il cosigne une tribune dans le Guardian en soutien des artistes palestiniens ayant appelé à boycotter l'édition 2019 du concours de l'Eurovision qui doit se tenir en Israël. En 2019, il cosigne dans Mediapart un appel au boycott de l'Eurovision à Tel Aviv.
Résolument libertaire, il participe régulièrement à des évènements de soutien à la librairie anarchiste Le Jargon Libre, tenue par son amie Hellyette Bess.

### Vie privée
Jacques Tardi est marié avec la chanteuse et traductrice Dominique Grange depuis le 18 juin 1983 ; ils sont parents, par adoption, de quatre enfants nés au Chili.

## Style et thématiques
L'œuvre de Tardi présente des thèmes récurrents comme les faubourgs de Paris, les anars, quelques monstres, des soldats et la guerre, et, partout, la misère, la révolte… De ses choix d'auteurs (adaptés, illustrés comme Céline, Daniel Pennac, Jean Vautrin, Léo Malet…) se dégagent des cohérences affectives, imaginaires, mais aussi politiques.
Son style peut sembler proche de la ligne claire de Hergé, mais les ouvrages de Jacques Tardi ont une nette tendance à ridiculiser le concept du « héros », ses personnages peuvent être des antihéros complets, des victimes de la marche du monde sans prise (sauf accidentelle) sur celui-ci, voire de simples témoins refusant d'agir autrement que pour leur propre compte.

### Première Guerre mondiale
La Première Guerre mondiale est un événement omniprésent dans l'œuvre de Tardi. Toute l'œuvre de Tardi est ponctuée d'albums qui lui sont directement consacrés (La véritable histoire du soldat inconnu, Le Trou d'obus, Où vas-tu petit soldat ?, C'était la guerre des tranchées, etc.), ou dont l'action se situe en amont ou en aval de cette période (Adieu Brindavoine, et les aventures d’Adèle Blanc-Sec, lesquelles débutent avant la guerre et reprennent après la guerre). On note toutefois une évolution : les premiers ouvrages utilisent la guerre comme un support, un fond pour raconter une histoire de bande dessinée tandis que les ouvrages plus récents sur ce thème sont plus historiographiques, exposant crûment la chronologie et les faits de la « der des ders ».
Son travail sur la Première Guerre mondiale, notamment C'était la guerre des tranchées et Putain de guerre !, est reconnu comme exceptionnel, pour sa qualité artistique, sa force expressive et sa grande rigueur historique (grâce à la collaboration avec l'historien Jean-Pierre Verney).
Une exposition de planches originales, au festival d’Angoulême, a d'ailleurs été consacrée à cette partie de l’œuvre de Tardi,.
Pour finir, certains des détracteurs[Qui ?] de son œuvre lui reprochent son aspect « partisan ». De fait, Tardi dénonce régulièrement, à travers ses personnages, leurs discours et les péripéties auxquelles ils sont mêlés, les notions de patriotisme et de nationalisme[réf. nécessaire], les jugeant responsables de toutes les turpitudes et violences interétatiques du XXe siècle.

### Seconde Guerre mondiale
La Seconde Guerre mondiale est aussi présente dans l'œuvre de Tardi : en tant que toile de fond dans les albums des années 1980 (120 rue de la Gare ou Une gueule de bois en plomb, par exemple), et comme thème principal dans les récits plus récents (notamment Moi, René Tardi, prisonnier de guerre au Stalag II-B, qui se fonde sur le témoignage du père de l'auteur, officier dans les chars).

### Paris
Tardi vit et travaille depuis des décennies dans la capitale française et « a montré son goût certain et son talent extrême pour restituer Paris » ainsi que l'attachement qui le lie à la ville dans la presque totalité de ses albums, de ses adaptations des Nouveaux mystères de Paris de Léo Malet mettant en scène Nestor Burma à la série Adèle Blanc-sec. Le Cri du peuple s'inscrit dans le prolongement de ce thème récurrent. 
L'auteur a également mis un soin particulier à la réalisation de nombreuses lithographies, sérigraphies, estampes pigmentaires, affiches et cartes postales évoquant Paris:
| Image externe |                                                                                           |
|               | Nestor Burma dans le 10e arrondissement de Paris, estampe pigmentaire en édition limitée. |

## Œuvres publiées

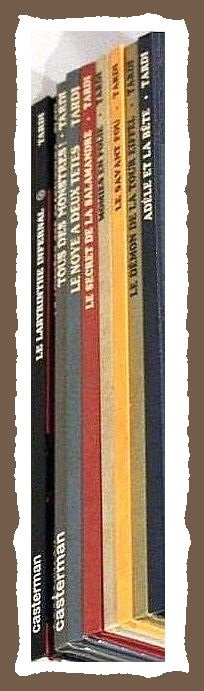
Les neuf tomes originaux d'Adèle Blanc-Sec.

### Albums de bande dessinée
- Adieu Brindavoine suivi de La fleur au fusil, Casterman, 1974
- Le Démon des glaces, Casterman, 1974
- La Véritable Histoire du soldat inconnu Futuropolis, 1974. Édition revue et augmentée : La Véritable Histoire du soldat inconnu/La Bascule à Charlot, Futuropolis, 2005
- Les Aventures extraordinaires d'Adèle Blanc-Sec, Casterman :

1. Adèle et la Bête, 1976
2. Le Démon de la Tour Eiffel, 1976
3. Le Savant fou, 1977
4. Momies en folie, 1978
5. Le Secret de la salamandre, 1981
6. Le Noyé à deux têtes, 1985
7. Tous des monstres !, 1994
8. Le Mystère des profondeurs, 1998
9. Le Labyrinthe infernal, 2007 - Une partie a été prépubliée en trois livraisons mensuelles format journal vendues en librairies.
10. Le Bébé des Buttes-Chaumont, 2022

- Rumeurs sur le Rouergue (dessin), avec Pierre Christin (scénario), Gallimard, 1976
- Polonius (dessin), avec Picaret (scénario), Futuropolis, 1977
- Griffu (dessin), avec Jean-Patrick Manchette (scénario), Éditions du Square, 1978
- Ici Même (dessin), avec Jean-Claude Forest (scénario), Casterman, 1979
- Tardi, Pepperland, 1979[29]
- Mouh Mouh, Éditions Pepperland, 1979
- Déprime, Futuropolis, 1981
- Nestor Burma, d'après les romans de Léo Malet, Casterman :

1. Brouillard au pont de Tolbiac, Casterman, 1982
2. 120, rue de la Gare, Casterman, 1988
3. Une gueule de bois en plomb, Casterman, 1990 (hors-série)
4. Casse-pipe à la Nation, Casterman, 1996
5. M'as-tu vu en cadavre ?, Casterman, 2000
6. Du Rififi à Ménilmontant, Casterman, 2024

- Le Trou d'obus, Imagerie Pellerin, 1984.
- Tueur de cafards (dessin), avec Benjamin Legrand (scénario), Casterman, 1984. Réédité sous le titre New-York mi amor en 2009
- Grange bleue (dessin), avec Dominique Grange (scénario), Futuropolis, 1985
- Où vas-tu petit soldat - A l’abattoir ! , Éditions du Monde libertaire, 1989
- Tardi en banlieue, Casterman, 1990
- Rue des Rebuts, Alain Beaulet, 1990
- Jeux pour mourir, d'après le roman de Géo-Charles Véran, Casterman, 1992[30]
- C'était la guerre des tranchées, avec Verney Casterman, coll. « Studios (A SUIVRE) », 1993.
- Le Der des Ders, d'après le roman de Didier Daeninckx, Casterman, 1997[31]
- Varlot soldat (dessin), avec Didier Daeninckx (scénario), L'Association, 1999
- La Débauche (dessin), avec Daniel Pennac (scénario), Futuropolis, 2000
- Le Cri du peuple, d'après le roman de Jean Vautrin, Casterman :

1. Les Canons du 18 mars, 2001
2. L'Espoir assassiné, 2002
3. Les Heures sanglantes, 2003
4. Le Testament des ruines, 2004

- Le Petit Bleu de la côte ouest, d'après le roman de Jean-Patrick Manchette, Les Humanoïdes Associés, 2005
- Le Secret de l'étrangleur, d'après le roman Monsieur Cauchemar de Pierre Siniac, Casterman, 2006. Prépublié en cinq livraisons mensuelles format journal vendues en librairies sous le titre L'Étrangleur[32].
- Putain de guerre ! (dessin), avec Jean-Pierre Verney (scénario), Casterman :

1. 1914-1915-1916, 2008. Prépublié en trois livraisons mensuelles format journal vendues en librairies.
2. 1917-1918-1919, 2009. Prépublié en trois livraisons mensuelles format journal vendues en librairies.

- La Position du tireur couché, d'après le roman de Jean-Patrick Manchette, Futuropolis, 2010
- Ô dingos, ô châteaux !, d'après le roman de Jean-Patrick Manchette, Futuropolis, 2011
- Le Perroquet des Batignolles (scénario), avec Michel Boujut (scénario) et Stanislas Barthélémy (dessin), Dargaud :

1. L’Énigmatique Monsieur Schmutz, 2011
2. La Ronde des canards, 2014

- Moi, René Tardi, prisonnier de guerre au Stalag II-B, Casterman :

1. Moi, René Tardi, prisonnier de guerre au Stalag II-B, 2012
2. Mon retour en France, 2014
3. Après la guerre, Casterman, 2018

- Le Dernier Assaut (dessin et scénario), Dominique Grange (scénario et musique), édition comprenant un CD audio de quatorze chansons interprétées par Dominique Grange et les musiciens d'Accordzéâm, Casterman, 2016
- Élise et les Nouveaux Partisans (Roman graphique autobiographique de Dominique Grange), Delcourt, sortie : octobre 2021  (ISBN 978-2-413-02438-5)
- 20 ans en mai 1871, éditions Martin de Halleux, septembre 2023.

### Illustrations

#### Couvertures de romans
- Jean-Patrick Manchette, Fatale, Éditions Gallimard, 1977
- Andre Norton, La planète des ours, Éditions Robert Laffont, 1977.
- Daniel Pennac, Au bonheur des ogres, 1985.
- Daniel Pennac, La Fée Carabine, 1987.
- Daniel Pennac, La Petite Marchande de prose, 1989.
- Daniel Pennac, Monsieur Malaussène, 1995.
- Jean Vautrin, Patchwork (Nouvelles), 1995.
- Nicolas Will, Le Père-Lachaise, Éditions Mosquito, 1995.
- Daniel Pennac, Des chrétiens et des maures, 1996.
- Daniel Pennac, Aux fruits de la passion, 1999.
- Jean Vautrin, Quatre Soldats Français - Adieu la vie, Adieu l'amour, 2004.
- Jean Vautrin, Quatre Soldats Français - La femme au gant rouge, 2004.
- Tonino Benacquista, Le Serrurier volant, Estuaire, coll. « Carnets littéraires », 2006.
- Franz Kafka, Le procès, Edition Folio avec Dossier et chapitres inachevés - 1987- Folio
- Daniel Pennac, Le cas Malaussène, 2017.

#### Textes illustrés
Sauf précision contraire, les œuvres suivantes sont des romans.
- Michel Lebrun, L'Almanach du crime 1983. L'année du roman policier, Éditions de la Butte aux Cailles, 1982. Ouvrage sur les romans policiers de 1982.
- Orson Welles, La Toison d'or, Futuropolis, coll. « Futuropolice », 1984.
- Jacob et Wilhelm Grimm, Le Cochon enchanté, Grasset, jeunesse collection Monsieur Chat, 1984.
- Céline, Casse-pipe, Futuropolis, 1987. Édition révisée publiée en 2007.
- Céline, Voyage au bout de la nuit, Futuropolis, 1988. Édition révisée publiée en 2006.
- Céline, Mort à crédit, Gallimard, coll. « Futuropolis », 1991.
- Céline, D'un château l'autre, poche, 1991
- Céline, Rigodon, poche
- Céline, Nord, poche
- Céline, Entretiens avec le professeur Y, poche
- Céline, Féerie pour une autre fois, poche
- Daniel Pennac, Le Sens de la houppelande, Futuropolis, 1991.
- Jules Verne, Un prêtre en 1839, Le Cherche midi, 1992.
- Jules Verne, San Carlos, Cherche Midi, 1993.
- Daniel Prévost, Sodome et Virginie, Denoël, 1996. Pièce de théâtre.
- Laurent Albaret, Guerre et poste. L'extraordinaire quotidien des Français en temps de guerre, Musée de La Poste et Casterman, 2007. Catalogue d'exposition.
- Pierre Debuys, L'Impasse, Éditions Sansonnet, 2004.
- Thierry Maricourt, Frérot Frangin, Sarbacane, 2005.
- Tonino Benacquista, Le Serrurier volant, L'Estuaire, 2006.
- Dominique Grange (préf. Alain Badiou), 1968-2008... N'effacez pas nos traces, Casterman, 2008. Recueil de chansons accompagné d'un CD.
- Isabelle Bournier, Des hommes dans la grande guerre, Casterman, 2008. Livre d'histoire pour enfants.
- Dominique Grange (préf. Lucien Seroux, textes de Jean-Pierre Vernay), Des lendemains qui saignent, Casterman, 2009. Recueil de chansons accompagné d'un CD.

#### Recueils d’illustrations
- Mine de plomb, Futuropolis, 1985.
- Chiures de gommes, Futuropolis, 1985.
- Tardi en banlieue, avec Jean Vautrin (texte), Casterman, 1990.
- Un strapontin pour deux, avec Michel Boujut (collaboration au texte), Casterman, 1995.
- Tardi par la fenêtre, avec Michel Boujut (texte), Christian Desbois, 1996.
- Tardi. Carnet, Jcmenu éditeur, 2001.

#### Illustration de jeux de société
- Terrain vague, Ludodélire, 1994.

#### Pochettes de disques
- Pigalle, Regards affligés sur la morne et pitoyable existence de Benjamin Tremblay, personnage falot mais ô combien attachant, Boucherie Productions, 1990
- Dominique Grange, Hammam Palace, Celluloid, 1981
- Bernard Lavilliers, Tout est permis, rien n'est possible, Barclay, 1984
- Francesca Solleville, Serge Utgé-Royo, Jacques Tardi, Bruno Daraquy, Dominique Grange, Le cri du Peuple, chansons de la Commune. 1871, Casterman, 2005

### Impressions d'art
64 estampes pigmentaires, sérigraphies, lithographies, affiches et cartes postales chez Christian Collin Éditions.

### Feuilleton radiophonique
- Le Perroquet des Batignolles, avec Boujut, 1997

### Littérature jeunesse
- Le Voyage d'Alphonse (texte), avec Antoine Leconte (illustration), Duculot, 2003.

### Cinéma
- 1983 : Et vogue le navire… de Federico Fellini – dessin de l'affiche française[34]
- 1990 : Uranus de Claude Berri – dessin de l'affiche[35]
- 1998 : Cookie's Fortune de Robert Altman – dessin de l'affiche française[36]
- 2010 : Les Aventures extraordinaires d'Adèle Blanc-Sec de Luc Besson – adapté de la bande-dessinée éponyme, il y apparaît dans un caméo (non-crédité).
- 2015 : Avril et le Monde truqué de Franck Ekinci et Christian Desmares – création de l'univers graphique de ce film d'animation

## Honneurs et distinctions
- 1975 : prix du dessinateur français au festival d'Angoulême
- 1977 : prix Saint-Michel pour Adèle Blanc-Sec
- 1979 : Grand prix Saint-Michel pour « Un cheval en hiver », dans Mouh mouh
- 1985 : Grand prix de la ville d'Angoulême[37]
- 1986 : prix Adamson du meilleur auteur international pour l'ensemble de son œuvre
- 1994 : 
  - Alph'Art du public au festival d'Angoulême pour Jeux pour mourir[38]
  - prix Max et Moritz de la meilleure publication de bande dessinée importée pour Jeux pour mourir
- 2002 : Alph'Art du meilleur dessin[39] et Alph'Art du public au festival d'Angoulême pour Le Cri du peuple t. 1[38]
- 2006 : prix Max et Moritz exceptionnel pour une œuvre remarquable
- 2011 : prix Eisner du meilleur travail inspiré de la réalité et de la meilleure édition américaine d'une œuvre internationale pour C'était la guerre des tranchées
- 2013 : 
  - Proposé pour être décoré de la légion d'honneur, il la refuse[40].
  - prix Sproing de la meilleure bande dessinée étrangère pour Putain de guerre !
- 2014 : prix Eisner de la meilleure édition américaine d'une œuvre internationale pour Putain de guerre ! (avec Jean-Pierre Verney)
- 2015 : prix Urhunden du meilleur album étranger pour Putain de guerre !
- 2016 : Temple de la renommée Will Eisner

### Documentation

#### Ouvrages et numéros de revue
- Le Lézard no 4-5 : Tardi, Forest, juillet 1991.
- Jean Arrouye (dir.), À la rencontre de Jacques Tardi, Bédésup, coll. « À la rencontre de... », 1982.
- Alain Foulet et Olivier Maltret, Presque tout Tardi, Sapristi, 1996.
- Thierry Groensteen, Tardi : Monographie, Magic Strip, 1980, 176 p.
- Jacques Samson (dir.), Mieux vaut Tardi, Analogon, 1989.
- Bertrand Tillier (dir), Sociétés & Représentations no 29 : Tardi, 2010/1, 212 p.

#### Articles
- (en) Jennifer Anderson Bliss, « Redrawing history: visual postmemory in Tardi's 120, rue de la Gare », Mosaic (Winnipeg), vol. 49, no 1,‎ 1er mars 2016.
- Patrick Gaumer, « Tardi, Jacques », dans Dictionnaire mondial de la BD, Paris, Larousse, 2010 (ISBN 9782035843319), p. 825-826.
- Jean-Benoît Leduc, « Des bulles pour faire la guerre ou la dénoncer », sur BCU 1914-1918, 28 septembre 2015 (consulté le 11 septembre 2020).
- Jean-Claude Loiseau, « Festival d'Angoulême : Tardi, dessinateur indigné et engagé », Télérama,‎ 30 janvier 2014 (lire en ligne).
- Jean-Philippe Martin, « Tardi, aux frontières du réel », Critix, no 3,‎ printemps 1997, p. 5-14.
- Frédéric Potet, « Tardi, auteur de bande dessinée : « J’éprouve beaucoup de plaisir à reconstituer » », Le Monde,‎ 10 décembre 2024 (lire en ligne).

#### Interviews
- Jacques Tardi (int. par Jean-Luc Fromental), « L'Homme de l'année : Tardi », dans Jean-Luc Fromental (dir.), L'Année de la bande dessinée 82-83, Temps futurs, 1982, p. 208-215.
- Jacques Tardi (int. Jean-Marc Vidal), « Le Prem's des prem's », dans BoDoï no 19, novembre 1998.
- Jacques Tardi (int. Numa Sadoul), Tardi, Niffle, coll. « Profession auteur de bande dessinée », 2000.
- Jacques Tardi (int. David Alliot), « Entretien avec Jacques Tardi », dans Le Bulletin célinien no 316, février 2010.
- Jacques Tardi (int. Vincent Genot et Laurent Raphaël), « Tardi, tireur d'élite », dans Focus Vif, 4 novembre 2011.
- Jacques Tardi (int. Kim Thompson), « The Jacques Tardi Interview », dans The Comics Journal no 302, janvier 2013, p. T2-T91.
- Jacques Tardi (int. Loran), « Tardi. Entretien, Le Monde Libertaire, hors-série, dossier "14-18 : Morts par la France", no 57, septembre-octobre 2014. « TARDI Entretien » »

#### Vidéo
- Thomas Boujut, Portrait de Tardi, France 4, 2006.